# Einsiedelei (Scheinfeld)
Einsiedelei ([aɪ̯nziːdəˈlaɪ̯] , fränkisch: Di Ahsiedl) ist ein Gemeindeteil der Stadt Scheinfeld im Landkreis Neustadt an der Aisch-Bad Windsheim (Mittelfranken, Bayern). Einsiedelei liegt in der Gemarkung Schnodsenbach.

## Lage
Die Einöde liegt in einer Waldlichtung des Schwarzenberger Waldes an der Staatsstraße 2261, die nach Rosenbirkach (4,2 km nordöstlich) bzw. nach Klosterdorf verläuft (2,6 km südlich), und an der Kreisstraße NEA 25, die von der St 2261 abzweigend nach Zeisenbronn führt (0,5 km westlich).

## Geschichte
Einsiedelei wurde auf dem Gemeindegebiet von Schnodsenbach gegründet. 1834 wurde der Ort im Liquidationsplan von Schnodsenbach erstmals verzeichnet. Der Ortsname ist ein Phantasiename ohne irgendeinen historischen Bezug. Am 1. Januar 1972 wurde Einsiedelei im Zuge der Gebietsreform in Bayern nach Scheinfeld eingemeindet.

### Einwohnerentwicklung
| Jahr      | 001871 | 001885 | 001900 | 001925 | 001950 | 001961 | 001970 | 001987 |
| Einwohner | 7      | 6      | 3      | 4      | 5      | 2      | 2      | 6      |
| Häuser    |        | 1      | 1      | 1      | 1      | 1      |        | 1      |
| Quelle    | [ 9 ]  | [ 10 ] | [ 11 ] | [ 12 ] | [ 13 ] | [ 14 ] | [ 15 ] | [ 1 ]  |

## Religion
Einsiedelei ist evangelisch-lutherisch geprägt und nach St. Michael (Schnodsenbach) gepfarrt.